# Lasiorhynchites cavifrons
Lasiorhynchites cavifrons – gatunek chrząszcza z rodziny tutkarzowatych.  Zamieszkuje krainę palearktyczną od Półwyspu Iberyjskiego i Afryki Północnej po Iran. Żeruje na dębach.

## Taksonomia
Gatunek ten opisany został po raz pierwszy w 1833 roku przez Leonarda Gyllenhala pod nazwą Rhynchites cavifrons.

## Morfologia

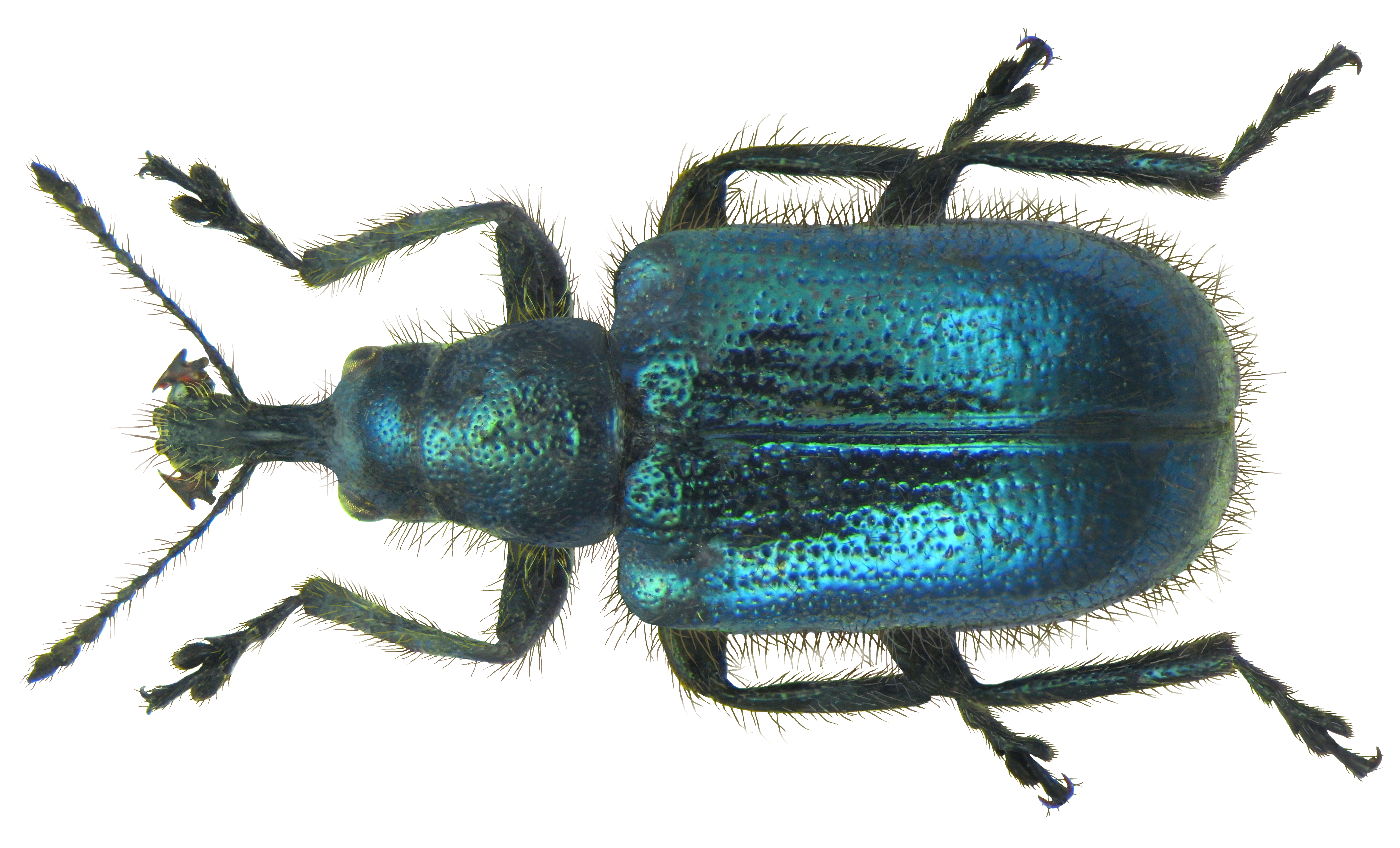
Osobnik o odcieniu zielonkawoniebieskim

Chrząszcz o ciele długości od 5,3 do 7,2 mm, w całości ubarwionym metalicznie ciemnoniebiesko, fioletowo lub ciemnoniebieskozielono, z wierzchu porośniętym bardzo długim, stojącym, ciemnobrązowym, na pokrywach krzyżującym się owłosieniem.
Ryjek jest niemal prosty, krótszy od przedplecza, zaopatrzony w wyraźne żeberko środkowe wzdłuż grzbietu. U samca boki ryjka są prawie równoległe, a czułki osadzone są za środkiem jego długości. U samicy ryjek rozszerza się wyraźnie ku wierzchołkowi, zaś czułki wyrastają pośrodku jego długości. Głowa jest szersza niż długa, z tyłu lekko przewężona, u samca o oczach większych, a u samicy wyraźnie mniejszych niż szerokość ryjka u podstawy. Oczy u obu płci są zaokrąglone.
Przedplecze jest trochę szersze niż dłuższe, przy krawędziach przedniej i tylnej przewężone, u samca silniej niż u samicy. Boki przedplecza u samca są silnie, a u samicy słabiej zaokrąglone. Punktowanie przedplecza jest przeciętnie gęste i tak duże jak na głowie. Pokrywy mają rzędy na przedzie punktowane wyraźnie, w tyle punkty zanikają. Rząd dziewiąty jest nieskrócony i dochodzi do szczytu pokryw. Międzyrzędy mają delikatne punkty układające się w jeden lub dwa szeregi. Odnóża u samca mają po jednej ostrodze na wierzchołkach goleni, u samicy zaś ostroga jest pojedyncza tylko w parze przedniej, a pozostałe pary mają po dwie ostrogi.

## Ekologia i występowanie
Owad ten zasiedla lasy i zadrzewienia. Jest monofagiem dębów. Postacie dorosłe są aktywne od kwietnia do lipca lub do końca lata. Są foliofagami, żerującymi na liściach dębów, rzadziej znajdowanymi na innych drzewach. Samica składa jaja od kwietnia do czerwca. Wybiera ona jednoroczne gałązki na młodszych drzewach, najchętniej tych o wysokości od 2 do 3 m. Wygryza ryjkiem poniżej pąka jamkę o głębokości 1 mm i takiej samej średnicy. Do jednej jamki składa jedno jajo o długości 0,8–0,85 mm, kształcie krótko-owalnym, gładkiej i błyszczącej powierzchni oraz ubarwieniu białym do jasnozielonkawego. Następnie samica wypełnia jamkę wydzieliną i nakrywa ją wyciętym kawałkiem kory, przyciskając go do niej. Cały proces zajmuje od 45 do 60 minut. Po wykluciu larwa najpierw żeruje na pąku, po czym przechodzi do żerowania na drewnie (ksylofagia), tworząc w pędzie minę o długości od 2 do 3 cm. We wrześniu w pełni wyrośnięta larwa wygryza się z pędu i wypada do gleby. Tam zimuje i wczesną wiosną się przepoczwarcza.
Gatunek palearktyczny. W Europie znany jest z Hiszpanii, Wielkiej Brytanii, Francji, Belgii, Luksemburga, Holandii, Niemiec, Szwajcarii, Austrii, Włoch, południowej Danii, Szwecji, Norwegii, Polski, Czech, Słowacji, Węgier, Ukrainy, Mołdawii, Rumunii, Bułgarii, Słowenii, Chorwacji, Albanii, Macedonii Północnej, Grecji oraz europejskich części Rosji i Turcji. W Afryce Północnej zasiedla Algierię. W Azji znany jest z azjatyckiej części Turcji, Gruzji, Armenii, Azerbejdżanu oraz irańskiego ostanu Gilan. W całym zasięgu jest gatunkiem rzadko spotykanym. W Polsce jest rzadki i znany z nielicznych stanowisk, głównie położonych w południowej części kraju.